# 1960 في الكاميرون
فيما يلي قوائم الأحداث التي وقعت خلال عام 1960 في الكاميرون.

## سياسة

### تعيين في المنصب
- 1 يناير – أحمدو أهيجو رئيس وزراء الكاميرون [الإنجليزية]‏،رئيس الكاميرون [الإنجليزية]‏.

### انتهاء فترة المنصب
- 15 مايو – أحمدو أهيجو رئيس وزراء الكاميرون [الإنجليزية]‏.

## مواليد

### يوليو
- 17 يوليو – أما توتو منى سياسية كاميرونية.

## وفيات

### نوفمبر
- 3 نوفمبر – فيليكس رولاند موميه (مواليد 1925) سياسي كاميروني.